# Panalus robustus
Panalus robustus is een hooiwagen uit de familie Cranaidae.